# Ununenn
Ununenn (Uue, ang. ununennium) – hipotetyczny pierwiastek chemiczny o liczbie atomowej 119. Jeśli zostanie odkryty, będzie pierwszym pierwiastkiem 8 okresu w układzie okresowym. Na podstawie prawa okresowości można wnioskować, że jego właściwości chemiczne mogą być podobne do fransu i cezu.

## Nazwa
Dla nieodkrytych pierwiastków superciężkich jest stosowane nazewnictwo systematyczne rekomendowane przez IUPAC. Nazwa pierwiastka została utworzona na podstawie jego liczby atomowej, z zestawienia przedrostków un+un+enn, czyli 1+1+9.

## Historia prób syntezy
Pierwsza próba syntezy pierwiastka 119 została podjęta w 1985 roku w Berkeley w Kalifornii, przy użyciu akceleratora superHILAC. Pierwiastek ten planowano wytworzyć przez bombardowanie tarczy z einsteinu-254 jonami izotopu wapnia-48. Eksperyment nie dał pozytywnego wyniku.
25499Es + 4820Ca → 302119Uue* → bez wyniku
Od maja 2012 roku w GSI w Darmstadt trwał eksperyment mający na celu syntezę tego pierwiastka w reakcji
24997Bk + 5022Ti → 299119Uue*.
Na podstawie obliczonego przekroju czynnego na tę reakcję uczeni przewidywali, że pierwszy rezultat może pojawić się po 5 miesiącach bombardowania tarczy wiązką. Eksperyment osiągnął czułość ~70 fb, jednak nie stwierdzono powstania jądra o 119 protonach.
Także rosyjski Zjednoczony Instytut Badań Jądrowych w Dubnej planował na początku drugiej dekady XXI w. podjąć próbę syntezy tego pierwiastka we współpracy z amerykańskimi uczonymi.

## Właściwości
Na podstawie przewidywanej konfiguracji elektronowej można wnioskować o właściwościach chemicznych ununennu. Jest to najprawdopodobniej metal alkaliczny, który – o ile posiada dostatecznie trwały izotop – najchętniej będzie tworzył jony Uue+
.